# Polysyncraton bilobatum
Polysyncraton bilobatum is een zakpijpensoort uit de familie van de Didemnidae. De wetenschappelijke naam van de soort is voor het eerst geldig gepubliceerd in 1968 door Lafargue.